# Свейнб'єрн Свейнб'єрнссон
Заголовок цієї статті — це ісландське ім'я, де Свейнб'єрн — особове ім'я, а Свейнб'єрнссон — ім'я по батькові. 
Све́йнб'єрн Све́йнб'єрнссон (ісл. Sveinbjörn Sveinbjörnsson; нар.28 червня 1847 — пом.23 лютого 1927) — ісландський композитор, найбільш відомий своїм твором Lofsöngur, що став національним гімном Ісландії.
Вивчаючи богослов'я, Свейнб'єрн зустрів норвезького композитора Югана Свенсена, який посприяв його поїздці до Лейпциґа та Копенгагена на вивчення музики. В Данії його вчителем був відомий композитор Карл Райнеке. Кар'єру композитора Свейнб'єрн почав 1874 року, написавши музику для гімну Ісландії. З 1873 по 1919 роки він працював музичним педагогом в Единбурзі, після чого оселився в Канаді, втім після 1922 року повернувся в Ісландію. Свейнб'єрн був одружений, мав двох дітей.